# Tsomoriri
Tsomoriri – jezioro w obrębie płaskowyżu Changthang w Ladakhu, w Indiach.
Przy wysokości lustra wody wynoszącej 4595 m n.p.m. jest jednym z najwyżej położonych jezior świata. Nie posiada naturalnych odpływów, zasilane jest natomiast wodą z topniejącego śniegu i lodowca. Z uwagi na unikatowe warunki ekologiczne, w listopadzie 2002 roku wpisane zostało na listę obszarów chronionych konwencją ramsarską.

## Fauna

### Ssaki
Wiele z gatunków ssaków żyjących w okolicach Tsomoriri to gatunki endemiczne dla płaskowyżu tybetańskiego. Spośród parzystokopytnych są to: tybetańska owca dzika (Ovis ammon hodgsoni), kiang i gazela tybetańska. Pozostałe endemity to: świstak himalajski, trzy gatunki szczekuszkowatych (Ochotona macrotis, Ochotona curzoniae, Ochotona ladacensis), jeden gatunek lepusa (Lepus oistolus) i górzak stokowy (Alticola roylei) z rodziny chomikowatych. Inne zwierzęta zamieszkujące region jeziora to:
- pantera śnieżna,
- wilk tybetański,
- ryś,
- nachur.

### Ptaki
Na podstawie przeprowadzonego w roku 1996 dziesięciodniowego badania rejonu jeziora i okolicznych mokradeł, stwierdzono obecność 34 gatunków ptaków, w tym 14 następujących gatunków ptaków wodnych:
- kazarka rdzawa,
- żuraw czarnoszyi,
- perkoz dwuczuby,
- krwawodziób,
- brodziec piskliwy,
- samotnik,
- gęś tybetańska,
- głowienka,
- nurogęś,
- sieweczka mongolska,
- mewa tybetańska,
- rybitwa rzeczna,
- pluszcz zwyczajny,
- kaczka krzyżówka.

## Zagrożenia dla regionu
Od czasu zbudowania drogi do niedostępnego niegdyś dla turystyki i gospodarki rejonu jeziora, pojawiło się dużo czynników zagrażających jego środowisku:
- negatywny wpływ działalności ludzkiej na stan lęgowisk okolicznego ptactwa,
- stopniowa degradacja pastwisk poprzez nadmierny wypas bydła,
- zakłócanie bytowania zwierząt przez zorganizowane wycieczki turystyczne,
- nieodpowiedzialne zachowanie turystów tropiących dziką zwierzynę,
- wzrastające zanieczyszczenie środowiska w miejscach o zwiększonym ruchu turystycznym (szlaki trekingowe, pola namiotowe) i brak zorganizowanej procedury usuwania odpadów,
- brak stosownych przepisów i nadzoru ze strony organizacji rządowych.